# Revolució islàmica
La revolució islàmica (en persa: انقلاب اسلامی, Enghelābe Eslāmi) de l'Iran és el conjunt d'esdeveniments que comporten el derrocament de la monarquia (personalitzada en el Xa Mohammad Reza Pahlavi) i la seva substitució per una República islàmica sota el lideratge de l'Aiatol·là Ruhol·lah Khomeini. S'ha considerat un esdeveniment que "ha fet del fonamentalisme islàmic una força política... des del Marroc fins a Malàisia". El seu nom està justificat plenament per l'enorme originalitat que té en la història mundial, però també rep el nom més local de "Revolució iraniana".

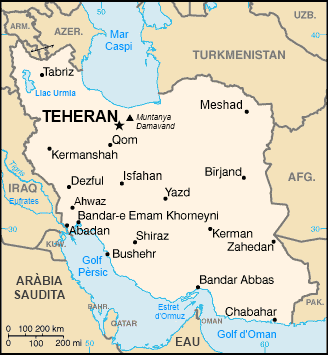
Mapa de l'Iran

Les primeres manifestacions importants contra el Xa van començar el gener de 1978. Entre agost i desembre del mateix any, les vagues i les manifestacions van paralitzar el país. El Xa va sortir de l'Iran cap a l'exili a mitjan gener del 1979, i dues setmanes després l'Aiatol·là Khomeini tornava a Teheran, on va ser rebut per uns quants milions de partidaris. El règim va caure poc després, l'11 de febrer, quan les guerrilles i les tropes rebels van vèncer les tropes lleials al Xa en la lluita armada als carrers. L'Iran votava en referèndum per convertir-se en una República Islàmica l'1 d'abril del 1979, i pel desembre aprovava una nova Constitució teocràtica que consagrava Khomeini com a Líder suprem de l'Iran.
Aquesta revolució fou inusual pels seus preliminars, pel seu desenvolupament i per les seves conseqüències, tot plegat força poc habitual a la història de les revolucions a tot el món: es trobaven a faltar moltes de les causes habituals d'una revolució (derrota en una guerra, crisi financera, revolta camperola, o descontentament de l'exèrcit); va produir un canvi profund a gran velocitat; era massivament popular; enderrocava un règim fortament protegit per un exèrcit i uns serveis de seguretat molt ben remunerats; i canviava una monarquia que estava modernitzant el país per una teocràcia basada en la tutela dels juristes islàmics (velayat-e faqih). El seu resultat -una República Islàmica "sota el lideratge d'un erudit religiós exiliat de Qom de 80 anys" - era, com va dir un altre erudit, "sense dubte un acudit que cal que te l'expliquin", perquè d'entrada no s'entén.
No tan insòlita però sí més intensa és la disputa sobre els resultats de la revolució islàmica. Per a alguns fou una era d'heroisme i sacrifici que va generar ni més ni menys que l'embrió d'un estat islàmic mundial, "un model perfecte de vida esplèndida, humana i divina… per a la gent de tot el món." D'altra banda, alguns iranians ara creuen que la revolució fou un temps en què "durant uns quants anys tots nosaltres vam perdre el cap", i que "ens prometia el cel, però... va crear un infern a la Terra."

## Causes
La revolució islàmica iraniana fou populista, nacionalista i al final fonamentalista islàmica. Fou en part un retrocés conservador contra els esforços d'occidentalització i secularització del Xa, que rebia el suport d'Occident, i alhora una reacció de fet progressista contra la injustícia social i altres defectes de l'antic règim.
El Xa era percebut per molts com un representant (si no un titella) d'un poder occidental no musulmà (els Estats Units) la cultura del qual estava contaminant l'Iran.
El règim del Xa es veia com opressiu, brutal, corrupte, i extravagant; a això s'hi afegien diversos fracassos funcionals bàsics -un programa econòmic massa ambiciós que portava estretors econòmiques, escassetats i inflació. Les forces de seguretat eren incapaces de controlar les protestes i manifestacions; el règim iranià era una estructura de poder monàrquic enormement centralitzada. Les extraordinàriament grans dimensions del moviment contra el Xa implicaven que "hi havia literalment massa manifestants per arrestar", i que les forces de seguretat estaven sobrepassades.
Que la revolució canviava monarquia i dinastia Pahlavi per islamisme i Khomeini abans que cap altre líder o ideologia queda acreditat en part per la volada que va agafar la versió xiïta del Ressorgiment islàmic, que s'oposava a occidentalització, i presentava l'aiatol·là Khomeini com a seguidor dels passos del venerat imam xiïta Al-Hussayn ibn Alí, mentre que el Xa encarnava l'enemic de Hussayn, l'odiat tirà Yazid I.
També s'ha considerat responsable la infravaloració del moviment islamista de Khomeini, tant per part del règim del Xa, que el considerava una amenaça menor, comparable a les guerrilles marxistes i als socialistes islàmics Mojahedin-e-kalq (Mujahidins del Poble), com pels secularistes antimonàrquics, que pensaven que els khomeinistes podrien quedar arraconats fàcilment.

## Antecedents històrics

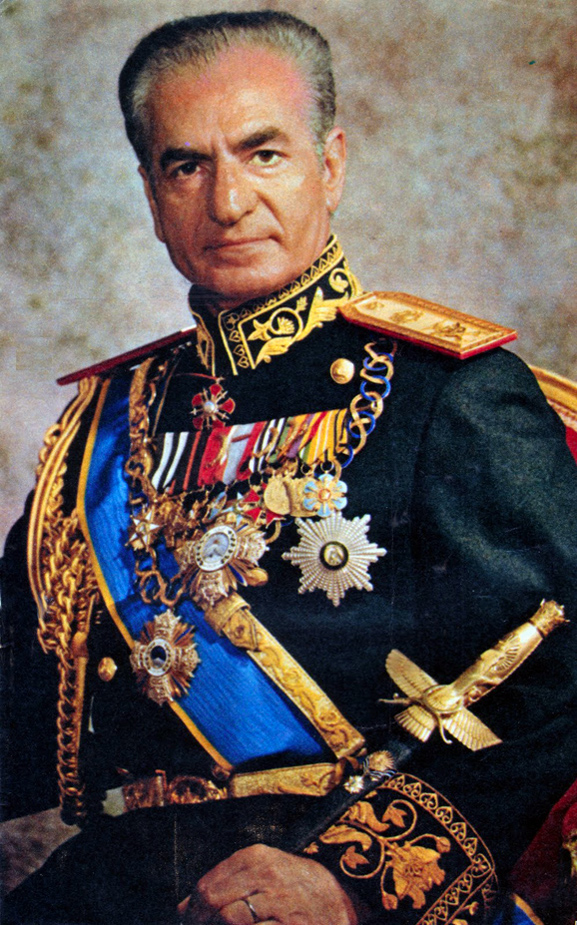
Retrat oficial del Xa Mohammad Reza Pahlavi.

El clergat xiïta (els ulemes) tenien una influència significativa en una part dels iranians, que tendien a ser religiosos, tradicionalistes, i aliens a qualsevol procés d'occidentalització. El clergat va demostrar per primer cop la seva força política d'oposició al Xa de l'Iran amb el boicot de la Protesta del tabac del 1891 que va aconseguir la revocació de l'impopular monopoli sobre compra i venda de tabac a l'Iran atorgat pel Xa a una companyia britànica.
Dècades més tard, la monarquia i els clergues tornarien a topar, però aquesta vegada tenia el Xa una situació més avantatjosa. El pare del darrer Xa, el general de l'exèrcit Reza Pahlavi, va canviar la Llei corànica per lleis occidentals, i va prohibir la roba islàmica tradicional, la segregació per sexes i el costum d'ocultar la cara de les dones (hijab). La policia obligava les dones a desprendre's del xador, però aquestes s'hi resistien obertament. El 1935, van morir dotzenes de persones i centenars van resultar ferides quan una revolta xiïta al lloc més sagrat de l'Iran, el Mausoleu de l'Imam Reza, a Mashad, fou esclafada per ordre seva.
El 1941, el Xa Reza Pahlavi és deposat i el seu fill, Mohammad Reza Pahlavi, és col·locat al tron per una invasió de tropes britàniques i soviètiques aliades. El 1953, novament, poders estrangers (americà i britànic) arriben a ajudar el Xa. Després que el Xa fugís del país, l'CIA nord-americana, amb la col·laboració de l'MI6 britànic, organitza un cop d'estat militar per destituir el primer ministre Mohammad Mossadegh, nacionalista i elegit democràticament.
El Xa mantenia una relació estreta amb el govern dels Estats Units d'Amèrica, i ambdós règims temien, i s'hi oposaven, a l'expansionisme de la Unió Soviètica, el veí poderós del nord de l'Iran. Com el règim del seu pare, el seu també fou conegut pel seu autoritarisme, la seva obsessió per la modernització i l'occidentalització de l'Iran, i per la seva indiferència cap a la religió i cap als avenços democràtics de la Constitució iraniana de 1906. L'esquerra, els nacionalistes i els islamistes atacaven el seu govern (sovint des de fora de l'Iran, ja que havien estat il·legalitzats a l'interior) per les violacions de la Constitució iraniana, la corrupció política, i l'opressió política que exercia la Savak (la policia secreta).

### Ascens de l'aiatol·là Khomeini

L'aiatol·là Ruhollah Khomeini.

El líder de la revolució islàmica, el clergue xiïta Aiatol·là Ruhollah Khomeini, va fer la seva primera aparició destacada a la política el 1963, quan va liderar l'oposició al Xa i la seva "Revolució Blanca", un programa de reformes per repartir els grans latifundis (incloent-hi els que posseïen les fundacions religioses), concedir el dret de vot i igualtat en el matrimoni a les dones, i aconseguir que el govern reconegués les minories religioses existents al país.
Khomeini fou detingut el 1963 després de declarar que el Xa era un "home miserable" que s'havia "embarcat en la destrucció de l'Islam a l'Iran." Aquesta detenció fou seguida de tres dies de grans aldarulls per tot l'Iran, amb 15.000 morts pel foc de la policia, segons els seguidors de Khomeini. Khomeini fou alliberat després de vuit mesos d'arrest domiciliari i continuà la seva tasca d'agitació, condemnant l'estreta cooperació del règim amb Israel i les seves capitulacions d'ampliació de la immunitat diplomàtica al personal governamental nord-americà a l'Iran. El novembre de 1964 Khomeini fou detingut una altra vegada, i aquest cop enviat a exili, on romandria durant 14 anys, fins a l'esclat de la revolució.

#### Període d'exili
En aquest període interí de "dissidència tranquil·la", la brotada del ressorgiment islàmic començava a minar la idea d'occidentalització entesa com a progrés, que era la base del règim secular del Xa, i es va formant la ideologia de la revolució islàmica. La idea de Jalal Al-e-Ahmad, la Gharbzadegi, és a dir que la cultura occidental era una plaga o una intoxicació que calia eliminar; la visió de l'Islam d'Ali Shariati com a veritable força alliberadora del Tercer Món respecte del colonialisme opressiu, del neocolonialisme, i del capitalisme; i la difusió de la revisió de la fe xiïta que fa Morteza Motahhari, tot plegat aconsegueix una gran expansió i molts seguidors.
Encara molta més influència va tenir la prèdica de Khomeini en favor que la rebel·lió, i especialment el martiri, contra la injustícia i la tirania, era part de l'Islam xiïta, i que els musulmans haurien de rebutjar la influència tant del capitalisme liberal com del comunisme, amb l'eslògan "Ni est, ni oest: República Islàmica!"
Més calladament, Khomeini desenvolupava la ideologia de la "tutela dels juristes islàmics" (velayat-e faqih, que explica en el seu llibre Hokumat-e Islami: Velayat-e faqih, "El govern islàmic: la tutela dels juristes") com a forma de govern, és a dir, que els musulmans (de fet, tothom) requereixen una "tutela", en forma de regla o supervisió del jurista islàmic principal o del conjunt dels juristes. Tal regla era, en el fons, "més necessària fins i tot que l'oració i el dejuni" per l'Islam, per tal de protegir-lo de la desviació fora de la llei tradicional (la xara o sharia), i per tal d'eliminar la pobresa, la injustícia, i la "usurpació" de la terra musulmana pels infidels estrangers (anomenats kafirs).
Aquesta idea d'un govern en mans de juristes islàmics es va estendre a través del llibre de Khomeini, ja esmentat, recull dels seus sermons de mesquita, passats de contraban en cassettes entre els estudiants (talabeh) opositors, exestudiants (clergues afins com Morteza Motahhari, Mohammad Beheshti, Mohammad-Javad Bahonar, Akbar Hashemi Rafsanjani i Mohammad Mofatteh), i líders dels comerciants tradicionals (bazaari) dins de l'Iran.

### Grups opositors
Altres grups d'oposició inclouen els liberals constitucionalistes: el demòcrata i reformista islàmic Moviment de la Llibertat de l'Iran, encapçalat per Mehdi Bazargan, i el Front Nacional, més secular. Es basaven en la classe mitjana urbana, i haurien preferit que el Xa s'adherís a la Constitució iraniana de 1906, abans que canviar-lo per una teocràcia, però els mancava la cohesió i organització de les forces de Khomeini.
Els grups marxistes, principalment el comunista Tudeh i les guerrilles fedaïnes, s'havien debilitat considerablement per la repressió governamental. Malgrat això les guerrilles van fer una important contribució en el derrocament final de febrer del 1979 clavant-li al règim el seu tret de gràcia. El grup de guerrilles més fort, els Mojahedin del Poble, era islamista d'esquerres i s'oposava a la influència del clergat per reaccionari.
Però és que fins i tot una bona part del clergat no seguia el lideratge de Khomeini. El popular aiatol·là Mahmoud Taleghani donava suport a l'esquerra, mentre que el que potser era l'aiatol·là més important i influent de l'Iran, Mohammad Kazem Shariatmadari, al principi romania al marge de política i després es va decantar per donar suport a una revolució democràtica.
Khomeini treballava per unir aquesta oposició darrere d'ell (amb l'excepció dels indesitjables "marxistes ateus"), centrant-se en els problemes socioeconòmics del règim del Xa (corrupció, i desigualtat en els ingressos i en el grau de desenvolupament), mentre evitava entrar en detalls davant l'opinió pública, que haurien pogut dividir les faccions, especialment el seu pla de la "tutela dels juristes", ja que creia que la majoria dels iranians hi havien estat posats en contra per una campanya de propaganda orquestrada pels imperialistes d'Occident.
Després del canvi de règim, alguns revolucionaris que s'oposaven a la teocràcia i que foren bandejats pel moviment khomeinista es queixaven decebuts, però, de moment, la unitat contra el Xa es mantenia ferma.

### Els anys previs: 1970-1977
Uns quants esdeveniments durant els anys 1970 preparen l'escenari per a la revolució del 1979.
El 1971, les Festes de Persèpolis, organitzades pel règim del Xa per commemorar el 2500è aniversari de la fundació de l'imperi Persa, van ser criticades per la seva extravagància. "Mentre els estrangers gaudien de la beguda, prohibida per l'Islam, els iranians no només eren exclosos de les celebracions, sinó que alguns fins i tot passaven gana." Cinc anys més tard, el Xa enfurismava els devots musulmans iranians en canviar, com a primer any del calendari solar iranià, l'islàmic hijri per l'accés al tron de Cir II el Gran. "L'Iran saltava en una nit des de l'any musulmà 1355 fins a l'any imperial 2535."
La crisi del petroli del 1973 va produir un "alarmant" augment de la inflació i dels residus, i una acceleració de les diferències entre els rics i els pobres, entre les ciutats i el camp, junt amb la presència de desenes de milers d'indesitjats treballadors estrangers especialitzats. Molts iranians també estaven indignats pel fet que la família del Xa era la més beneficiada pels ingressos generats pel petroli, i la línia que separava els beneficis de l'estat i els de la família imperial es difuminava. Cap al 1976, el Xa havia acumulat més de mil milions de dòlars dels beneficis del petroli; la seva família -incloent seixanta-tres prínceps i princeses- sumava entre cinc i vint mil milions de dòlars; i la fundació familiar controlava aproximadament tres mil milions de dòlars. Cap a mitjan 1977, les mesures d'austeritat econòmica per lluitar contra la inflació afectaven de manera desigual els milers d'homes pobres i sense formació que havien hagut d'emigrar del camp a les ciutats per treballar a la construcció. Conservadors per cultura i religió, molts van passar a constituir els "màrtirs" i el gruix de les manifestacions revolucionàries.
Tots els iranians foren obligats a afiliar-se, i pagar la quota corresponent, a un partit polític nou, el Rastakhiz. Tots els altres partits van ser prohibits. L'intent d'aquest partit de combatre la inflació amb campanyes populistes contra l'enriquiment, multant i empresonant comerciants que apujaven els preus, enfurismava i polititzava els comerciants, alhora que fomentava el mercat negre.
El 1977, el Xa responia al "prudent requeriment" de considerar la importància dels drets polítics que li va fer el nou president nord-americà, Jimmy Carter, concedint amnistia a alguns presos i permetent a la Creu Roja que visités les presons. Durant el 1977, l'oposició liberal va crear organitzacions i va publicar cartes obertes per denunciar el règim.

## L'esclat de la revolució

### Inici de les manifestacions a finals del 1977
L'any 1977 va morir el popular i influent líder islamista modernista, Ali Shariati. Això va enfurismar els seus seguidors, que el consideraven un màrtir a les mans de la Savak, i alhora va eliminar un potencial rival revolucionari per a Khomeini. A més, per l'octubre el fill de Khomeini, Mostafa, moria d'un atac de cor, i de la seva mort també es va culpar la Savak. El funeral que es va celebrar per Mostafa a Teheran va posar Khomeini a la línia de sortida cap a la revolució. De fet, les primeres manifestacions polítiques contra el Xa foren l'octubre del 1977, després de la mort de Mostafa Khomeini. El nombre d'activistes khomeinistes es calculava en "potser uns quants centenars, en total", però els mesos subsegüents es van convertir en una massa d'uns quants milers de manifestants a cadascuna de la majoria de ciutats de l'Iran.
Les primeres víctimes a les principals manifestacions contra el Xa es van produir el gener del 1978. Centenars d'estudiants islamistes i líders religiosos a la ciutat de Qom estaven furiosos per una història apareguda a la premsa controlada pel govern, i que consideraven falsa. Van enviar l'exèrcit, que va dispersar les manifestacions, matant uns quants estudiants (de dos a nou, segons el govern; 70 o més, segons l'oposició).
D'acord amb el costum xiïta, els funerals (anomenats Arba'een) se celebren quaranta dies després de la mort d'una persona. Es van fer crides per honrar els estudiants morts a les mesquites de tot el país. Així, el 18 de febrer es van fer marxes en honor dels caiguts i per protestar contra el govern del Xa a diverses ciutats. Aquesta vegada, la violència va esclatar a Tabriz, on cinc-cents manifestants foren morts segons l'oposició, deu segons el govern. El cicle es repetia, i el 29 de març una nova ronda de protestes començava per tot el país. Es van destruir hotels de luxe, cinemes, bancs, oficines governamentals i altres símbols del règim del Xa; les forces de seguretat van tornar a intervenir, matant molts manifestants. El 10 de maig es va repetir el mateix.
El maig, els comandos governamentals van assaltar la casa de l'aiatol·là Shariatmadari, un clergue políticament moderat, i hi van matar a trets un dels seus seguidors, just davant seu. Shariatmadari va abandonar la seva posició moderada i es va fer de l'oposició al Xa.

### El Xa i els Estats Units

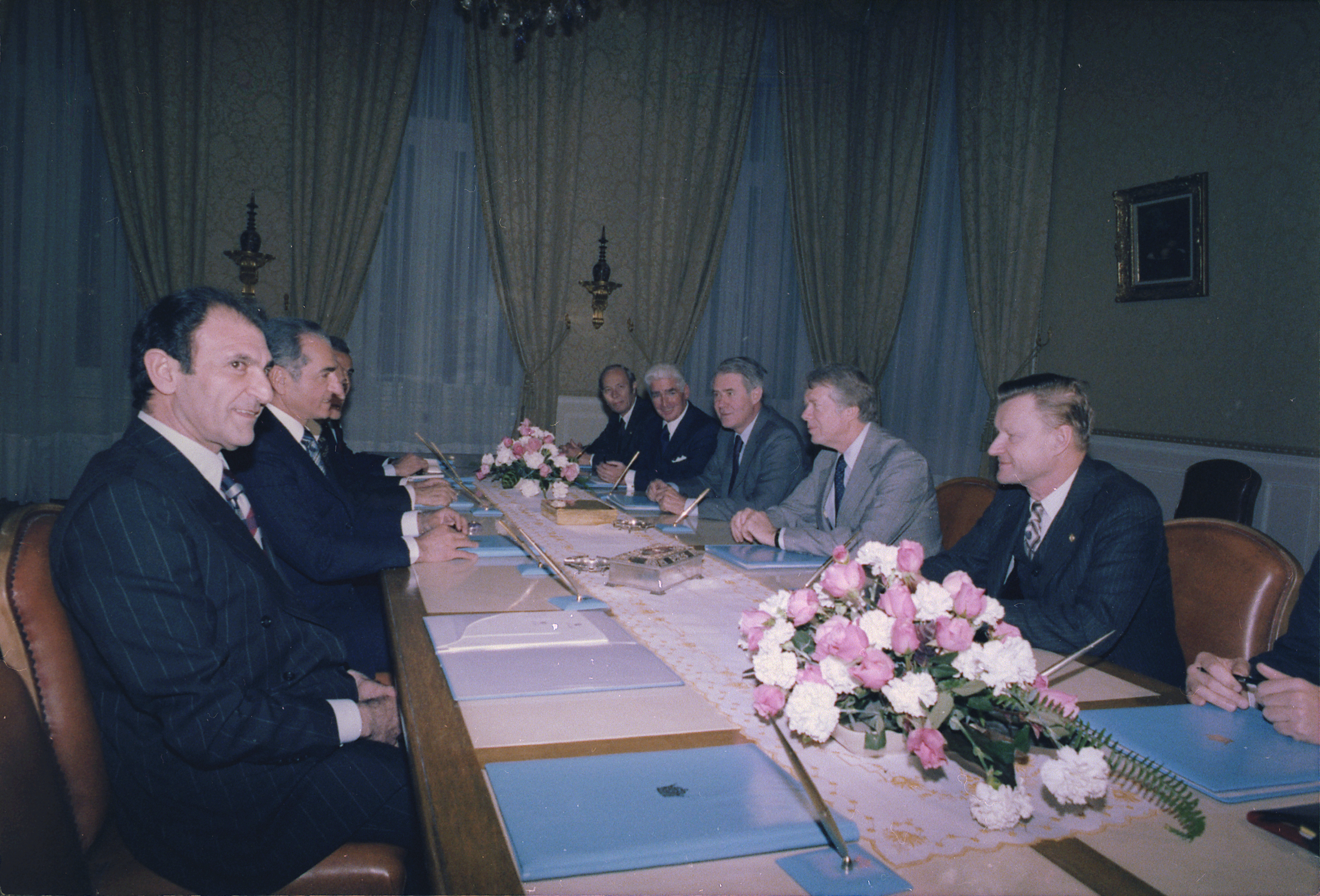
El Xa de l'Iran reunit amb Alfred Atherton, William H. Sullivan, Cyrus Vance, Jimmy Carter i Zbigniew Brzezinski el 1977.

Enfrontat a una revolució, el Xa va buscar el suport dels Estats Units, que al seu torn consideraven Iran un ferm aliat a la zona a causa de la seva història i a la seva localització estratègica: compartia una llarga frontera amb el rival dels Estats Units a la Guerra Freda, la Unió Soviètica, i era el país més gran i el més fort del Golf Pèrsic, ric en petroli. El Xa havia estat molt de temps proamericà, però el seu règim últimament s'havia guanyat publicitat adversa a Occident pel seu tractament dels drets humans. Curiosament, als Estats Units, l'Iran no es considerava en perill de revolució. Un informe de la CIA l'agost del 1978, només sis mesos abans que el Xa abandonés l'Iran, concloïa que el país "no és en situació revolucionària ni tampoc prerevolucionària."
Segons l'historiador Nikki Keddie, l'administració del president Carter no tenia "una política clara" a l'Iran. L'ambaixador dels Estats Units a l'Iran, William H. Sullivan, recorda que l'assessor de seguretat nord-americà Zbigniew Brzezinski "assegurava repetidament a Pahlavi que els Estats Units li donaven ple suport." El 4 de novembre del 1978, Brzezinski va trucar al Xa per dir-li que els Estats Units "apostaven per ell sense limitacions." Però alhora, alguns alts funcionaris del Departament d'Estat creien que la revolució iraniana era incontenible. Després de visitar el Xa l'estiu del 1978, el secretari del Tresor W. Michael Blumenthal es planyia de l'esfondrament emocional del Xa, que resumia amb aquestes paraules: "Hi teniu un zombi, allà." Brzezinski i el secretari d'Energia James Schlesinger eren inflexibles en les seves garanties que el Xa rebria suport militar.
El sociòleg Charles Kurzman sosté que l'administració Carter, lluny de ser indecisa o -encara menys- simpatitzant amb la revolució de l'Iran, era coherentment al costat del Xa, i que animava els militars iranians que planegessin un "cop d'estat com a últim recurs" fins i tot després que la situació del règim semblés desesperada.
Molts iranians pensen que la manca d'intervenció i les opinions comprensives amb la revolució per part d'alts funcionaris nord-americans confirmen que els Estats Units "eren responsables de la victòria de Khomeini." Una opinió encara més extrema afirma que el derrocament del Xa fou el resultat d'un "complot sinistre per fer caure un monarca nacionalista, progressista, i lliurepensador." Tot plegat, un evident error de càlcul.

### Estiu del 1978
En arribar l'estiu del 1978, el nivell de protestes s'havia fet permanent durant quatre mesos (uns deu mil participants en cada una de les ciutats principals, amb l'excepció d'Esfahan, on les manifestacions eren encara més grans, i de Teheran, on eren més discretes). Això equivalia a una "mobilització gairebé total de la xarxa de mesquites", per part dels musulmans practicants iranians, però alhora una minoria petita dels més de 15 milions de ciutadans adults de l'Iran. En detriment de l'impuls del moviment, el 17 de juny del 1978 el cicle de mobilitzacions de protesta cada de 40 dies, o Arba'een (hi havia manifestants morts cada 40 dies, a mesura que sortien a deplorar les morts de manifestacions anteriors), es va acabar amb una crida a la calma i una vaga de tancar-se a casa feta pel líder religiós moderat Shariatmadari. En un intent d'apaivagar els malcontents, el Xa va apel·lar al clergat moderat, va destituir el cap de la Savak i va prometre eleccions lliures pel juny següent.
Però cap a l'agost, les protestes havien "arriba[t]... al seu punt àlgid", i el nombre de manifestants creixia molt ràpidament, de centenars de milers. Això s'atribueix a dos factors.
En primer lloc, en un intent d'aturar la inflació, el règim del Xa va reduir les despeses, però les reduccions conduïen a un augment significatiu dels acomiadaments, especialment entre treballadors joves, sense qualificació, homes que vivien als suburbis de barraques de les ciutats. L'estiu del 1978, aquests treballadors en atur, sovint procedents de zones rurals tradicionals, es van unir en massa a les protestes als carrers.
L'altre factor fou l'incendi del Cinema Rex, a Abadan, l'agost del 1978, on van morir més de 400 persones. Els cinemes havien estat un objectiu habitual dels manifestants islamistes però era tan gran el recel contra el règim i tan eficaç la política de comunicació de l'oposició, que l'opinió pública va creure que el foc l'havia provocat la Savak en un intent de culpabilitzar l'oposició. L'endemà, 10.000 familiars i simpatitzans es van reunir en una marxa fúnebre massiva que cridava 'cremem el Xa', i 'el Xa és el culpable'.

### El Divendres Negre i les seves conseqüències
A finals d'agost fou nomenat un nou primer ministre, Jafar Sharif-Emami, que va revertir algunes de les polítiques del Xa. Els casinos foren tancats, el calendari imperial abolit, l'activitat dels partits polítics autoritzada... Tot fou debades. Cap al setembre, el país s'estava desestabilitzant ràpidament, i les grans protestes s'estaven convertint en un esdeveniment habitual. El Xa va promulgar la llei marcial i va prohibir totes les manifestacions, però el 8 de setembre milers de manifestants es van reunir a Teheran. Les forces de seguretat van disparar i en van matar unes quantes dotzenes en el qual es va conèixer com el "Divendres Negre", tal com es pot veure en aquesta successió de fotografies: 

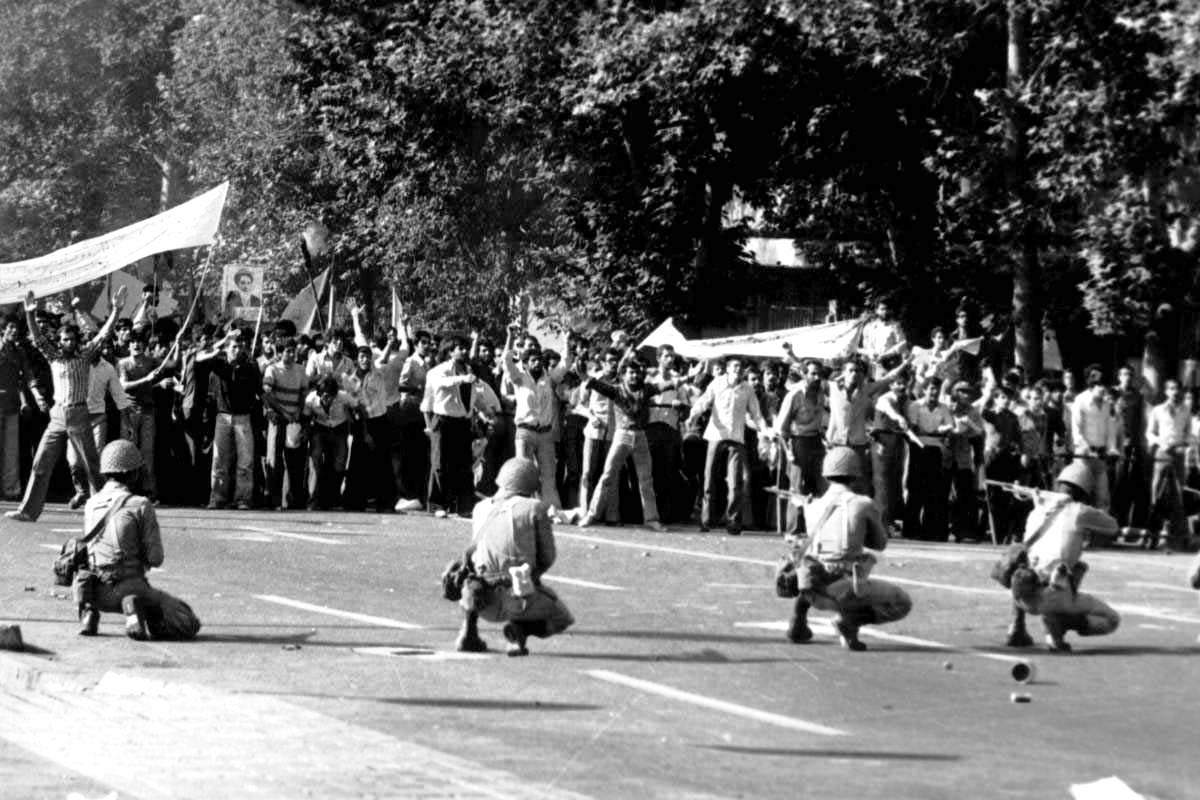
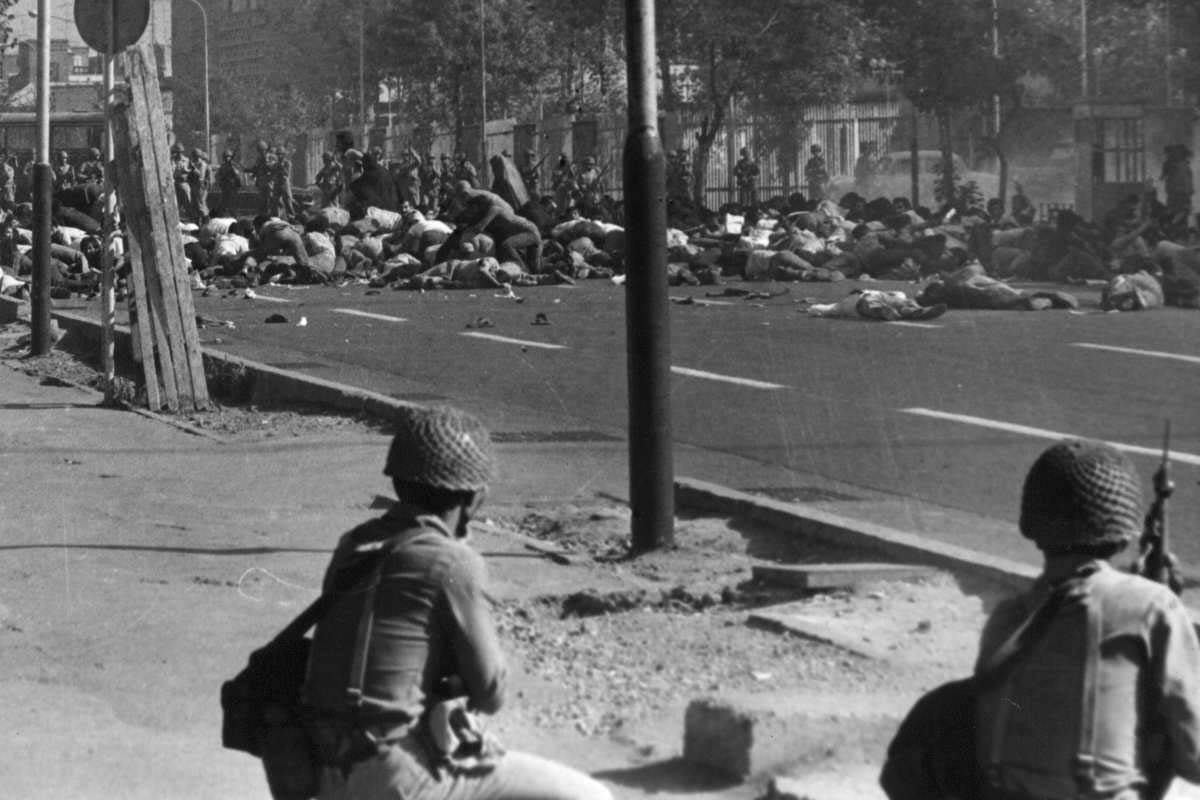
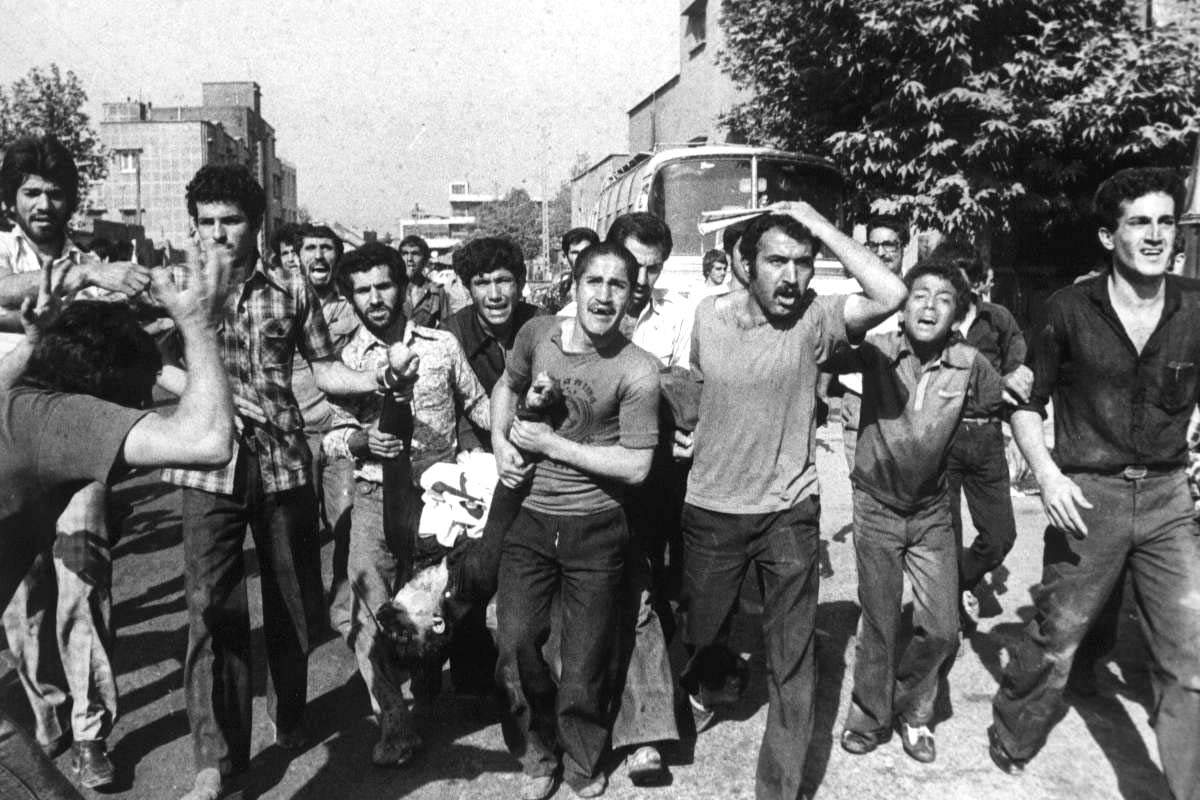
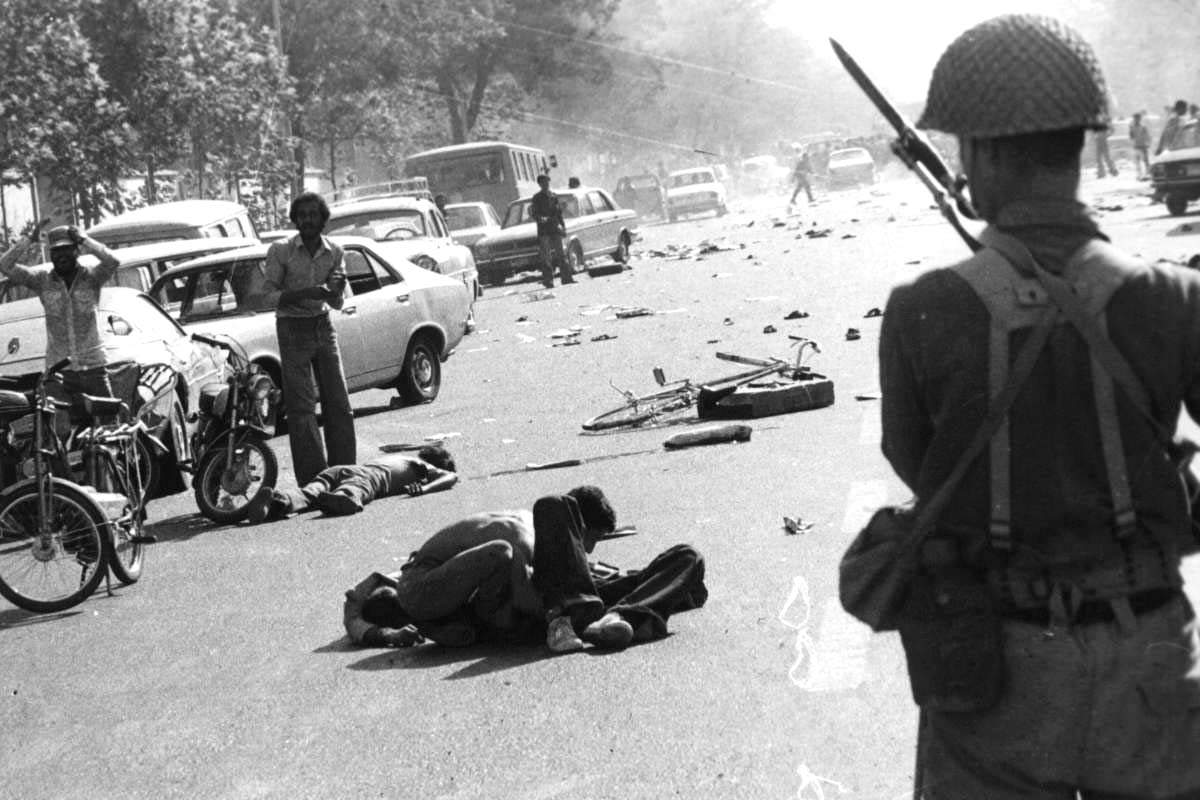

El lideratge clerical va declarar que "milers han estat massacrats per les tropes sionistes", però retrospectivament s'ha dit que "la víctima principal" del tiroteig fou "qualsevol esperança d'acord" entre el moviment de protesta i el règim del Xa. Les tropes eren, de fet, kurds que van ser atacats per franctiradors, i un recompte fet després de la revolució, d'acord amb la Fundació dels Màrtirs, conclou que la gent morta com a resultat de les manifestacions per tota la ciutat aquell dia donava un total de 84 morts. Mentrestant, tanmateix, la imatge de brutalitat del govern li posava en contra bona part de la resta del poble iranià, i també els aliats del Xa a l'estranger.

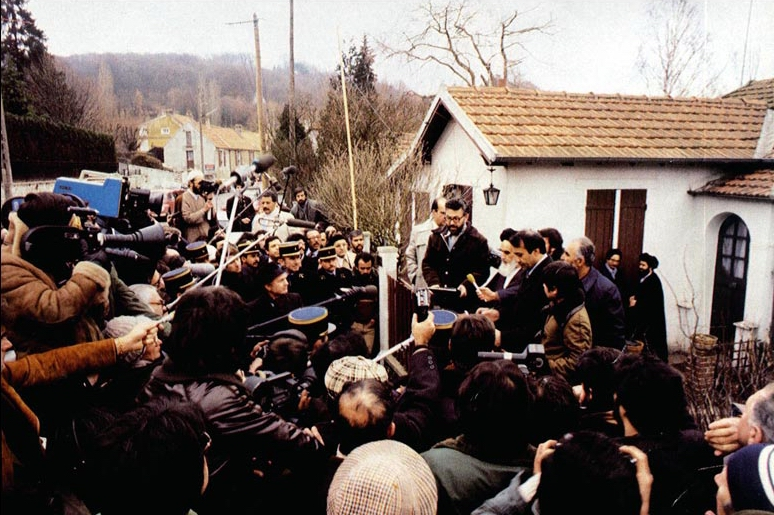
L'aiatol·là Khomeini a Neauphle-le-Chateau, envoltat de periodistes.

Cap a finals de l'estiu del 1978, el moviment per derrocar el règim havia esdevingut "viable en les ments de molts iranians", cosa que suposava un estímul addicional. Una vaga general a l'octubre ocasionava la paràlisi de l'economia, amb indústries vitals que es tancaven, "segellant el destí del Xa". A la tardor, el suport popular a la revolució era tan fort que els que encara s'hi oposaven preferien no parlar clar. Segons una font, "la victòria es pot datar a mitjan novembre del 1978". Un govern militar encapçalat pel general Gholam Reza Azhari va substituir el conciliador primer ministre Sharif Emami.
En un intent de debilitar les possibilitats de l'Aiatol·là Khomeini de comunicar-se amb els seus seguidors, el Xa va instar l'Iraq a deportar-lo. El govern iraquià va cooperar i el 3 d'octubre, Khomeini marxava de l'Iraq cap a Kuwait, però se li va denegar l'entrada. Tres dies més tard, va marxar a París, on es va instal·lar al suburbi de Neauphle-le-Château. Encara que més allunyat de l'Iran, les connexions telefòniques amb la pàtria, i l'accés a la premsa internacional eren molt millors que a l'Iraq.

### Les protestes de Muhàrram

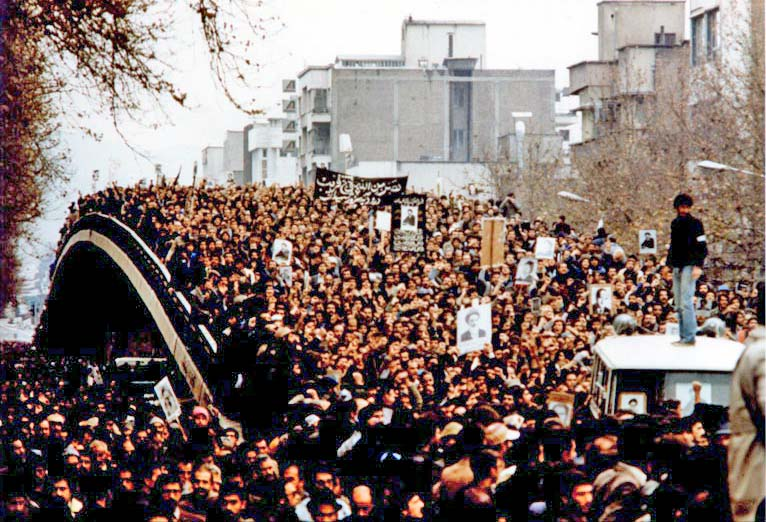
Manifestació massiva a Teheran.

El 2 de desembre, durant el mes islàmic de Muhàrram, més de dos milions de persones van omplir els carrers de Teheran, entorn de la Plaça Azadi (llavors Plaça Shahyad), per reclamar l'expulsió del Xa i el retorn de Khomeini.
Una setmana més tard, el 10 i l'11 de desembre, es van mobilitzar per tot Iran un "total de 6 a 9 milions" de manifestants contraris al Xa. Segons un historiador, "fins i tot amb el descompte per l'exageració, aquestes xifres representarien l'esdeveniment de protesta més gran de la història".
A les acaballes del 1978, el Xa era a la recerca d'un primer ministre i va oferir el càrrec a una sèrie d'opositors liberals. Mentre "uns quants mesos abans haurien considerat la cita un somni fet realitat", ara "ho consideraven inútil". Finalment, els darrers dies del 1978, el Dr. Shapour Bakhtiar, un antic líder opositor, acceptava el càrrec i era expulsat immediatament del moviment opositor".

## Victòria de la revolució i caiguda de la monarquia

### La fugida del Xa
Cap a mitjan desembre, la posició del Xa s'havia deteriorat fins al punt que "ja només volia que se li permetés quedar-se a l'Iran." L'oposició ho va refusar. A finals de desembre, "acceptava marxar del país temporalment; això també fou rebutjat". El 16 de gener del 1979, el Xa i la seva esposa abandonaren l'Iran. Les escenes d'alegria espontània es van succeir i "en poques hores, gairebé tots els símbols de la dinastia Pahlavi foren destruïts".
Bakhtiar va dissoldre la Savak, va alliberar els presos polítics, va ordenar a l'exèrcit que permetés les manifestacions massives, va prometre eleccions lliures i va convidar els khomeinistes i altres grups revolucionaris a formar un "govern de concentració nacional". Després de pensar-s'ho durant uns quants dies, Bakhtiar va autoritzar el retorn de Ruhol·lah Khomeini a l'Iran, proposant-li de crear un estat similar al Vaticà a la ciutat de Qom i fent una crida a l'oposició perquè l'ajudessin a preservar la Constitució.

### El retorn de Khomeini i la caiguda de la monarquia

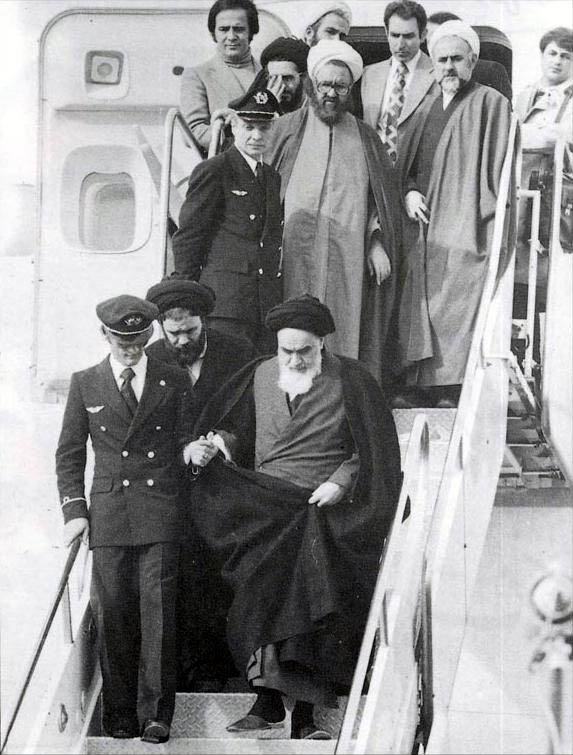
L'aiatol·là Khomeini torna de l'exili.

L'1 de febrer del 1979 l'Aiatol·là Khomeini tornava a Teheran en un vol xàrter d'Air France (Boeing 747). La rebuda fou tan multitudinària (d'uns quants milions d'iranians), que es va veure forçat a prendre un helicòpter des de l'aeroport. Khomeini era ara no només el líder indiscutit de la revolució, sinó que havia esdevingut tan important que baixava del seu avió amb crits de "Khomeini, oh Imam, et saludem, la pau sigui amb tú". Les multituds ara es reconeixien cantant "Islam, Islam, Khomeini, et seguirem", i fins i tot "Khomeini per a Rei."
El dia de la seva arribada, Khomeini va deixar clar el seu rebuig feroç del règim de Bakhtiar en un discurs en el qual prometia: 'Li faré saltar les dents'.

Mehdi Bazargan, primer ministre.

Khomeini designava el seu propi primer ministre interí Mehdi Bazargan el 4 de febrer, 'amb el suport de la nació' i ordenava als iranians que obeïssin Bazargan com un deure religiós.

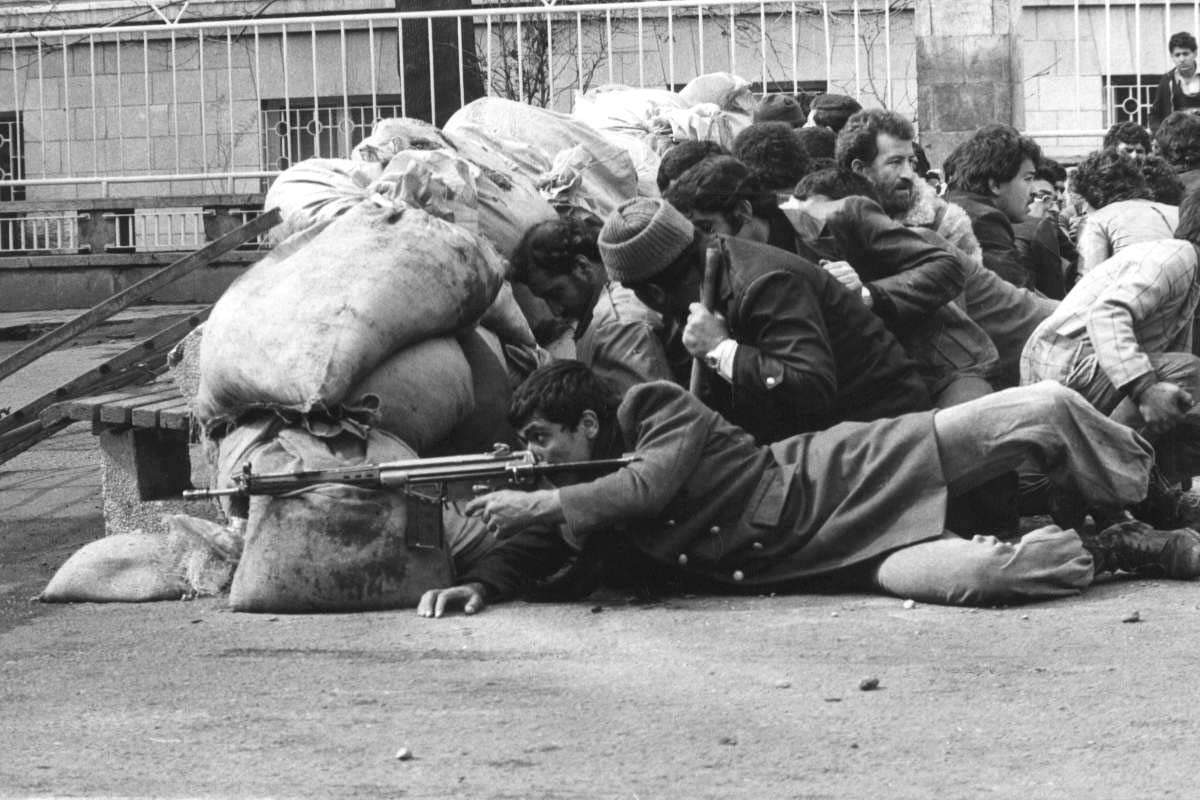
Les lluites al carrer.

Com que el moviment khomeinista guanyava impuls, els soldats començaven a passar-se al seu costat. El 9 de febrer, cap a les deu del vespre, esclatava un combat entre la Guàrdia Immortal lleial i els rebels khomeinistes Homafaran de la Força Aèria, amb Khomeini declarant el gihad contra els soldats lleials que no es rendissin. Els revolucionaris i els soldats rebels van guanyar la contesa i van començar a ocupar comissaries de policia i instal·lacions militars, distribuint armes al poble. L'esfondrament final del govern provisional no-islamista es va produir a les 2 de la tarda de l'11 de febrer, quan el Consell Militar Suprem s'autoproclamava "neutral en les actuals disputes polítiques… per tal d'evitar més desordres i vessament de sang". Els revolucionaris van ocupar els edificis governamentals, la televisió i les emissores de ràdio, i els palaus de la dinastia Pahlavi.
Aquest període, des de l'1 a l'11 de febrer, se celebra cada any a l'Iran la "Desena de Fajr". L'11 de febrer és el "Dia de la Victòria de la Revolució Islàmica", una festa nacional amb demostracions patrocinades per l'estat a totes les ciutats.
Després dels fets de la revolució, les guerrilles marxistes i els partits federalistes es van revoltar en algunes regions, com el Khuzestan, el Kurdistan i Gonbad-e Kavus, que van dur a enfrontaments entre diversos grups rebels i forces revolucionàries. La revolta més gran fou la kurda, que es va estendre pel Kurdistan iranià, tot i que els pasdarans també van ser enfrontats per àrabs, turcmans i balutxis. Aquestes revoltes van començar l'abril de 1979 i van durar entre diversos mesos i més d'un any, depenent de la regió. En els primers dies del conflicte, el règim va confiar en voluntaris de les comunitats persa i àzeri per fer front a les rebel·lions kurdes, balutxis i turcmanes.

## Consolidació del poder de Khomeini
Des del 1979 al 1982 o 1983, l'Iran es troba immers en "situació de crisi revolucionària". L'economia i l'aparell governamental havien fet fallida, les forces militars i de seguretat eren en una situació caòtica.
Al desembre de 1979, mentre la meitat de l'Iran es trobava en rebel·lió, la situació a la província de Khuzestan ja s'havia calmat, tot i que el Moviment de Resistència Nacional de l'Iran de Shapour Bakhtiar continuava enfrontat-se al règim de Khomeini i el juliol de 1980 va ajudar a organitzar un intent el cop d'estat de Nojeh. Cap al 1982, Khomeini i els seus seguidors ja havien esclafat les faccions rivals i s'havien consolidat en el poder. Els esdeveniments que constitueixen tant la crisi com la seva resolució foren la Crisi dels ostatges, la invasió de l'Iran per l'Iraq de Saddam Hussein, i la presidència d'Abolhassan Banisadr.

### Conflictes entre els revolucionaris

D'esquerra a dreta, Banisadr, Bazargan i Khomeini.

Alguns observadors consideren que "el que començava com una autèntica revolució popular antidictatorial basada en una coalició ampla de totes les forces contràries al Xa, es transformava aviat en una conquesta del poder pels fonamentalistes islàmics", que, amb l'excepció dels seus seguidors incondicionals, els altres membres de la coalició pensaven que Khomeini pretenia ser més un guia espiritual que un governant, ja que, als seus 70 anys i escaig, mai no havia tingut cap càrrec públic, havia estat fora de l'Iran durant més d'una dècada i havia dit a qui li preguntava coses com "els dignataris religiosos no pretenen governar".
Una altra opinió és que Khomeini tenia "una hegemonia ideològica, política i organitzativa aclaparadora", i que els grups polítics no teocràtics sempre van estar molt per sota del moviment khomeinista en suport popular. Els mateixos seguidors del règim afirmaven que els iranians que s'oposaven a Khomeini eren "quintacolumnistes" liderats per països estrangers que pretenien derrocar el govern iranià.
Khomeini i els seus lleials aplicaven a les organitzacions revolucionàries la teoria de la tutela dels juristes islàmics (Velayat-e faqih), dissenyada per Khomeini per organitzar una república islàmica dirigida per ell mateix com a Líder suprem de l'Iran explotant aliances temporals (com ara el Govern provisional de Mehdi Bazargan), i eliminant de l'escenari polític iranià tant aquests com els seus adversaris, un darrere l'altre.

### Organitzacions de la revolució
Els organismes més importants de la revolució eren el Consell dels Guardians, els Guàrdies de la revolució islàmica, el Tribunal revolucionari islàmic, el Partit Republicà Islàmic, i els Comitès revolucionaris.
Si bé el govern del moderat Mehdi Bazargan tranquil·litzava de moment la classe mitjana, també era evident que no podia controlar els organismes revolucionaris "khomeinistes", especialment el Consell dels Guardians (l'"autèntic poder" de l'estat revolucionari), i, més endavant, el Partit Republicà Islàmic. Inevitablement, el solapament d'autoritat entre el Consell, que tenia el poder d'aprovar les lleis, i el govern de Bazargan fou una font de conflictes, malgrat el fet que tots dos havien estat creats i/o supervisats per Khomeini.
Ara bé, aquest conflicte duraria només uns quants mesos. El govern provisional va caure de seguida, quan fou ocupada l'Ambaixada dels Estats Units amb tot el personal diplomàtic dins, el 4 de novembre del 1979, en l'esclat de la Crisi dels ostatges. Khomeini no va posar cap pega a la dimissió de Bazargan, i va comentar que "El senyor Bazargan... estava una mica cansat i ha preferit quedar-se al marge algun temps". Khomeini, més tard, va definir la seva designació de Bazargan com un "error". El cert és que Bazargan va defensar la democràcia i els drets civils malgrat que la revolució islàmica no n'era gens partidària. També es va oposar a la revolució cultural iraniana i a l'ocupació de l'ambaixada americana, que fou finalment el detonant de la seva caiguda.
L'Exèrcit dels guàrdies de la revolució islàmica (Pasdaran-e Enqelab) fou creat per Khomeini el 5 de maig del 1979 per fer de contrapès tant als grups armats de l'esquerra, com als militars del Xa. La "Guàrdia" va anar creixent fins a esdevenir una força militar a gran escala i "la institució més poderosa de la revolució."
Integrada sota el comandament dels "pasdaran" hi ha (aleshores i ara) la Baseej-e Mostaz'afin ("mobilització forçosa"), voluntaris per a tot, des d'emergències per terratrèmols fins a atacs a les manifestacions de l'oposició i a les oficines dels diaris.
El Partit Republicà Islàmic lluitava per establir el govern teocràtic sota la tutela dels juristes islàmics (velayat-e faqih).
Milers de komiteh o Comitès revolucionaris van ser com "els ulls i les orelles" del nou règim, i els crítics els atribueixen "moltes detencions, execucions i confiscacions de propietats arbitràries".
També reforçava la política del règim el "Partit de Déu" o Hezbol·là, els seguidors del qual eren "matons" que atacaven els manifestants i les redaccions dels diaris crítics amb Khomeini.
Però no tots els grups revolucionaris eren khomeinistes. Els dos grups polítics més importants formats després de la caiguda del Xa, que topaven amb els grups khomeinistes, i que finalment serien suprimits, eren el Partit Republicà del Poble Musulmà (MPRP), constituït per religiosos moderats de l'entorn del Gran Aiatol·là Mohammad Kazem Shariatmadari, i el Front Democràtic Nacional (NDF), el partit de l'esquerra laica.

### Establiment del govern de la República Islàmica

#### Referèndum del 12 de farvardin
El 30 i el 31 de març (10 i 11 de "farvardin") es va celebrar un referèndum per canviar la monarquia per una "república islàmica" (un concepte que no quedava definit a la papereta de vot). Khomeini va fer una crida a la participació massiva i només el Front Democràtic Nacional, els socialistes de l'Organització dels Fadaïns del Poble de l'Iran, i uns quants partits kurds s'hi van oposar. Es van recollir un 98,2% de vots a favor de l'abolició de la monarquia.

#### La redacció de la Constitució
El juny del 1979, el Moviment per la Llibertat llançava el seu esborrany de Constitució per a la República islàmica en què havia estat treballant des que Khomeini era a l'exili. Incloïa un Consell de Guardians que podria vetar la legislació no islàmica, però no preveia governar sota la tutela dels juristes islàmics. Els esquerrans van trobar l'esborrany massa conservador i que necessitava canvis importants, però Khomeini el va declarar "correcte". Aquell mateix estiu s'elegia una Assemblea d'experts relativament petita, de 73 membres, per aprovar la nova Constitució i evitar alteracions esquerranes. Els crítics van denunciar que "el sistema de votació, la violència contra candidats no desitjables i la difusió d'informació falsa" es van utilitzar per "crear una assemblea dominada de manera aclaparadora pel clergat lleial a Khomeini".
Khomeini (i amb ell l'assemblea) ara rebutjava la proposta de Constitució, malgrat la seva correcció, i declarava que el nou govern s'hauria de basar "un 100% en l'islam".
A més a més del president, la nova Constitució incloïa un càrrec encara més important de "jurista vigilant", destinat a Khomeini, amb control sobre l'exèrcit i les forces de seguretat, i poder per nomenar uns quants alts càrrecs governamentals i judicials. La Constitució també augmentava el poder i el nombre dels clergues al Consell de Guardians i li donava el control sobre les eleccions, així com la supervisió de les lleis que s'aprovessin.
La nova Constitució també es va aprovar de manera aclaparadora per referèndum, segons es va informar, però amb més oposició, incloent-hi alguns clergues, com l'Aiatol·là Mohammad Kazem Shariatmadari, i també el Front Nacional Democràtic, que va fer una crida a l'abstenció, i amb una participació menor.

### La Crisi dels ostatges
Per ajudar a aprovar la Constitució, suprimir els moderats i, a més, radicalitzar la revolució islàmica, es va convertir 52 diplomàtics americans en ostatges durant un any. A finals d'octubre del 1979, Mohammad Reza Pahlavi, exiliat i moribund, era admès als Estats Units per rebre un tractament contra el càncer. A l'Iran es va alçar immediatament la protesta, i tant Khomeini com els grups esquerrans van exigir el retorn de l'exXa a l'Iran per ser jutjat i executat. El 4 de novembre del 1979, un grup de joves islamistes, autoanomenats "Estudiants Musulmans Seguidors de la Línia de l'Imam", van ocupar el complex de l'Ambaixada i hi van retenir tot el personal. Els revolucionaris van recordar com 26 anys abans el Xa havia fugit a l'estranger mentre la CIA americana, amb base a l'Ambaixada, i la intel·ligència britànica organitzaven un cop d'estat per enderrocar el seu adversari nacionalista.
La presa dels ostatges es va fer molt popular i es va allargar durant mesos fins i tot després de la mort del Xa. Com Khomeini explicava al seu futur President Abolhassan Banisadr, «Aquesta acció té molts beneficis… Ha unit el nostre poble. Els nostres oponents no gosen fer res contra nosaltres. Ara podem fer votar la Constitució al poble sense cap dificultat…».
Amb gran publicitat, els estudiants treien de l'ambaixada americana (titllada de "niu d'espies") documents que demostraven que els líders iranians moderats s'havien reunit amb agents dels Estats Units (ara bé, proves similars d'alts dirigents islamistes que havien fet el mateix mai no foren publicades). Entre les víctimes de la crisi dels ostatges hi hagué el primer ministre Bazargan i el seu govern, que dimitiren el novembre incapaços de fer complir la seva pròpia ordre d'alliberar els ostatges.
El prestigi de Khomeini i la posició dels segrestadors es van enfortir encara més amb el fracàs d'un intent de rescat, fracàs que es va creure àmpliament que es devia a la intervenció divina.

### La Guerra Iran-Iraq
El setembre del 1980, el règim nacionalista àrab i sota control sunnita de Saddam Hussein al veí Iraq envaïa l'Iran en un intent d'aprofitar el caos revolucionari i destruir la revolució islàmica iraniana en els seus orígens. L'Iran es va "galvanitzar" i els iranians van fer pinya al voltant del seu nou govern per ajudar a aturar i després revertir l'avanç iraquià. A principis del 1982, l'Iran ja havia recuperat gairebé tot el territori perdut amb la invasió.
Igual que la Crisi dels Ostatges, la Guerra Iran-Iraq va servir en part com a oportunitat perquè el règim reforcés el fervor revolucionari islàmic i els grups revolucionaris, com ara la Guàrdia Revolucionària i els comitès que s'aprofitaven del que quedava dels antics aliats, ara convertits en adversaris, com el MEK. Tot i que enormement costosa i destructiva, la guerra -es va dir- "rejoveneix l'empenta per la unitat nacional i la revolució islàmica" i "inhibeix el debat i la discussió entre les faccions" a l'Iran.

### Supressió de l'oposició
A primers de març del 1979, Khomeini ordenava "no utilitzar aquest terme, 'democràtic'. És l'estil occidental". D'aquesta manera subministrava als liberals demòcrates (i més tard als esquerrans) un tast de les decepcions que havien de venir.
Tot seguit, l'agost, era prohibit el Front Nacional Democràtic, el govern provisional era desautoritzat el novembre, el Partit Republicà del Poble Musulmà era prohibit el gener del 1980, les guerrilles dels Mujahedin del Poble de l'Iran queien en combat el febrer, el març començava una purga a les universitats, i l'islamista d'esquerres Abolhassan Banisadr era acusat el juny del 1981.

#### Clausura de diaris
A mitjan agost del 1979, poc després de l'elecció de l'assemblea constituent, unes quantes dotzenes de diaris i revistes que s'oposaven a la idea de Khomeini del govern teocràtic foren clausurats. Quan es van organitzar protestes per part del Front Nacional Democràtic (NDF), Khomeini els va atacar iradament dient: "pensàvem que estàvem tractant amb éssers humans. És evident que no".
Centenars de manifestants foren ferits amb "pedres, porres, cadenes i barres de ferro" quan la gent de Hezbol·là van atacar-los, i poc després es va emetre una ordre d'arrest del líder del NDF.

#### El Partit Republicà del Poble Musulmà
El desembre del 1979, el Partit Republicà del Poble Musulmà (MPRP), islàmic moderat, i el seu líder espiritual Mohammad Kazem Shariatmadari, s'havien convertit en una mena de taula de salvació per als iranians que volien democràcia i no teocràcia. Van esclatar aldarulls a l'Azerbaidjan persa, regió d'origen de Shariatmadari, amb la participació de membres del MPRP i de seguidors de Shariatmadari, que van ocupar l'emissora de televisió de Tabriz, utilitzant-la per "emetre demandes i queixes". El règim va reaccionar de seguida, enviant la Guàrdia Revolucionària per reconquerir la televisió, mediadors per apaivagar les queixes i activistes per preparar una contramanifestació massiva de signe khomeinista. El partit fou suprimit i el 1982 Shariatmadari fou "degradat" del rang de Gran Aiatol·là i molts dels clergues que el seguien foren depurats.

#### L'esquerra islamista

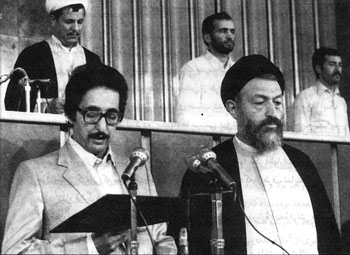
Banisadr jurant el càrrec de president de l'Iran.

Mehdi Bazargan i el seu govern van dimitir el 4 de novembre quan va esclatar la Crisi dels ostatges a l'Iran, en protesta per la violació de l'seu diplomàtica dels Estats Units d'Amèrica i la presa d'ostatges, i com a reconeixement de la incapacitat de fer-se obeir pels escamots revolucionaris. El gener del 1980, Abolhassan Banisadr fou elegit president de l'Iran. Tot i que assessor de Khomeini, era un esquerrà que topava amb un altre aliat de l'imam, el teocràtic Partit de la República Islàmica (IRP), que controlava el poder al nou Parlament.
Alhora, antics aliats revolucionaris de Khomeini, les guerrilles islamistes modernistes dels Mujaidins del Poble (MEK), estaven sent anul·lades per les organitzacions revolucionàries khomeinistes. Khomeini va atacar el MEK titllant-los de monafeqin (hipòcrites) i kafir (infidels). Activistes de Hezbol·là atacaven llocs de reunió, llibreries i quioscs de premsa dels Mujaidins i d'altres grups d'esquerres, portant-los a la clandestinitat. Les Universitats es van tancar per depurar-les d'adversaris del govern teocràtic com a part de la "revolució cultural iraniana", i 20.000 professors i gairebé 8.000 oficials de l'exèrcit considerats massa "occidentalitzats" foren acomiadats.
A mitjans del 1981, els problemes arribaven a tocar fons. Un intent de Khomeini de forçar la reconciliació entre Banisadr i els líders de l'IRP havia fracassat i ara era Banisadr qui esdevenia la darrera esperança "per a tots els esceptics i dissidents" de la teocràcia, incloent-hi el MEK. El president Abolhassan Banisadr esperava que una victòria a l'Operació Nasr ajudaria a augmentar la seva posició política i ajudaria a silenciar els seus crítics oponents, però amb la derrota iraniana el seu grau d'aprovació va baixar dràsticament i els seus oponents el van atacar encara més, i l'exèrcit, al qual donava suport, estava ara encara més desacreditat. El juny de 1981 el Majlis (Parlament iranià) liderat pel Partit Republicà Islàmic i el primer ministre Mohammad Ali Rajai el van destituir. L'aiatol·là Ruhol·lah Khomeini, que havia fet el paper d'un "àrbitre neutral" i que durant l'any anterior havia intentat resoldre les diferències entre Banisadr i els seus oponents, va aprovar la seva destitució. Banisadr va fugir del país disfressat amb un pilot de la força aèria que desertava per evitar l'arrest i va ser substituït per una junta no oficial, liderada pel president Rajaii, el nou primer ministre Javad Bahonar i el president del Parlament Ali Akbar Hashemi Rafsanjani, que va prohibir tots els partits polítics, excepte el Partit Republicà Islàmic.
Banisadr, amagat amb el suport del Mojahedin-e-kalq (MEK) va intentar organitzar una aliança de faccions anti-Khomeini per recuperar el poder, incloent el MEK, el Partit Democràtic del Kurdistan Iranià i l'Organització Fedaian, mentre evitava qualsevol contacte amb grups monàrquics exiliats. Es va reunir moltes vegades mentre s'amagava amb el líder del MEK Massoud Rajavi per planificar una aliança, però després de l'execució el 27 de juliol del membre del MEK Mohammad Reza Saadati, Banisadr i Rajavi van concloure que no era segur romandre a l'Iran.
Quan els líders del Front Nacional van fer una crida per a una manifestació el juny del 1981 a favor de Banisadr, Khomeini els va amenaçar amb la pena de mort per apostasia "si no es penedien". Els líders del Moviment de la Llibertat de l'Iran foren obligats a demanar perdó públicament per haver donat suport a la crida del Front. Aquells que atenien la convocatòria eren amenaçats per Hezbol·là i els Guàrdies de la Revolució, i comminats al silenci.
El MEK va contraatacar amb una campanya terrorista contra l'IRP. Centenars de funcionaris del govern van morir en atemptats del Mojahedin-e-kalq com l'atemptat de Haft-e Tir del 28 de juny del 1981 a la seu del Partit Republicà Islàmic que matava al voltant de 70 alts càrrecs, membres del govern i diputats, incloent-hi Mohammad Beheshti, secretari general del partit i cap de l'organització judicial de la República Islàmica, o l'atemptat del 30 d'agost de 1981 a Teheran que va matar Rajai i Bahonar, i gairebé Rafsanjani, El 28 de juny del 1981, una explosió a la seu de l'IRP matava al voltant de 70 alts càrrecs, membres del govern i diputats, incloent-hi Mohammad Beheshti, secretari general del partit i cap de l'organització judicial de la República Islàmica. El règim va reaccionar amb milers de detencions i centenars d'execucions. Malgrat aquests i altres assassinats, tant la projectada revolta com la lluita armada contra els khomeinistes foren esclafades.
Els atacs amb explosius del MEK no eren l'única oposició violenta al règim khomeinista. El maig del 1979, el Grup Furqan (Guruh-i Furqan) va assassinar un important lloctinent de Khomeini, Morteza Motahhari. Les guerrilles marxistes i els partits federalistes es van revoltar en algunes regions, com ara al Khuzestan, al Kurdistan i a Gonbad-e Qabus, on hi va haver enfrontaments armats amb les forces revolucionàries. Aquestes rebel·lions es van iniciar l'abril del 1979 i es van allargar durant uns quants mesos o anys, depenent de la regió.

## Víctimes
El nombre de manifestants i revolucionaris morts durant la revolució iraniana oscil·la entre 3.000 i 60.000, segons les fonts. L'Aiatol·là Khomeini va afirmar que "60.000 homes, dones i nens foren martiritzats pel règim del Xa", però unes estimacions de l'investigador Emad al-Din Baghi a la Fundació dels Màrtirs (Bonyad Shahid) conclouen que només 2.781 morts es deuen als enfrontaments del 1978 i el 1979 entre els manifestants i l'exèrcit i les forces de seguretat del Xa (3.164 víctimes en total en el període 1963-1979), que si són certes volen dir que l'Iran va patir extraordinàriament poques víctimes, en comparació amb altres esdeveniments contemporanis, com ara el moviment contra l'apartheid a Sud-àfrica.
Després de la revolució, els grups de drets humans han estimat que el nombre de víctimes patides pels manifestants i presos del nou règim islàmic serien uns quants milers. Els primers a ser executats foren membres destacats de l'antic règim (generals, seguits per més de 200 alts càrrecs civils) com a càstig i per eliminar el risc de cop d'estat. Sense advocats defensors, ni jurats, sense gens de transparència ni cap oportunitat perquè l'acusat es defensés en judicis sumaríssims, els reus foren condemnats per jutges revolucionaris com Sadegh Khalkhali, "el jutge de la Xara". El gener del 1980 "almenys 582 persones havien estat executades". Entre els executats hi havia Amir Abbas Hoveida, anterior primer ministre de l'Iran.
Entre el gener del 1980 i el juny del 1981, quan fou imputat Bani-Sadr, s'havien fet almenys 900 execucions, per qualsevol motiu, des de drogues i conductes sexuals diverses a "corrupció de la terra", des de parcel·lació contrarevolucionària i espionatge per a Israel a afiliació a grups de l'oposició. En els 12 mesos següents, Amnistia Internacional documenta 2.946 execucions, amb uns quants milers de morts més durant els dos anys següents, segons les guerrilles dels Mujaidins del Poble.

## Impacte internacional
L'impacte inicial de la revolució islàmica fou immens a tot el món.

### Relacions de l'Iran amb Occident
Amb el rerefons de l'explotació del petroli, els Estats Units havien mantingut unes relacions excel·lents amb el Xa de l'Iran fins a la revolució islàmica del 1979.
Hi ha opinions divergents sobre què va causar les pèssimes relacions de les dècades següents. Les explicacions des del bàndol iranià inclouen un ventall ampli, des del conflicte natural i inevitable entre la revolució islàmica i l'arrogància dels americans, d'una banda fins al desig d'hegemonia global (imperialisme), de l'altra: "És natural que el nostre sistema islàmic sigui vist com un enemic i un rival intolerable per un poder tan opressiu com el dels Estats Units, que està mirant d'establir una dictadura global tot promovent els seus propis interessos i trepitjant els drets de les altres nacions per dominar-les. Per tant, és clar que el conflicte i la confrontació entre uns i altres és quelcom natural i inevitable". Tot plegat per la necessitat del règim d'un enemic exterior que li proporcionés un pretext per justificar la repressió interior contra les forces reformistes democràtiques, i cohesionar el règim revolucionari amb el seu electorat, en principi petit però fidel i fortament armat.
Successivament, es van produir els fets de la Crisi dels Ostatges, la Guerra Iran-Iraq, l'escalada terrorista de Hezbol·là, la inclusió de l'Iran a l'"Eix del Mal" de George Bush i la preocupació d'Occident pel programa nuclear iranià.
Al món no musulmà, va canviar la imatge de l'Islam, generant molt interès en ell, tant per simpatia com per hostilitat, fins i tot especulant que la revolució islàmica podria canviar "l'equilibri de forces mundial més que qualsevol altre esdeveniment polític des de la conquesta d'Europa per Hitler".
La República Islàmica es postulava com un far revolucionari sota l'eslògan "ni Est ni Oest: república islàmica" (és a dir, ni el model soviètic ni el nord-americà o europeu occidental), i feia una crida a derrotar el capitalisme, a deslliurar-se de la influència americana, i a combatre la injustícia social a l'Orient Mitjà i a la resta del món. Els líders revolucionaris iranians donaven el seu suport i ajudaven a buscar-ne d'altres a causes no musulmanes al Tercer Món i en general (per exemple, els sandinistes a Nicaragua, l'IRA a Irlanda del Nord i la lluita antiapartheid a Sud-àfrica) fins al punt de donar suport als revolucionaris no musulmans més que els moviments conservadors islàmics, com ara els veïns Mojahidins afganesos recolzats en canvi per l'exèrcit de la Unió Soviètica contra els talibans.

### Repercussió al món islàmic
A l'Orient Mitjà i al món musulmà en general, especialment en els seus primers anys, la revolució islàmica va provocar un entusiasme enorme i va reanimar l'oposició a la intervenció i la influència occidentals. Insurgents islamistes van cometre diversos atemptats terroristes a Aràbia Saudita (atac a la Gran Mesquita, 1979), Egipte (l'assassinat del president Anwar el-Sadat, 1981), Síria (massacre de Hama, 1982), i Líban (l'atac a l'Ambaixada nord-americana, 1983).

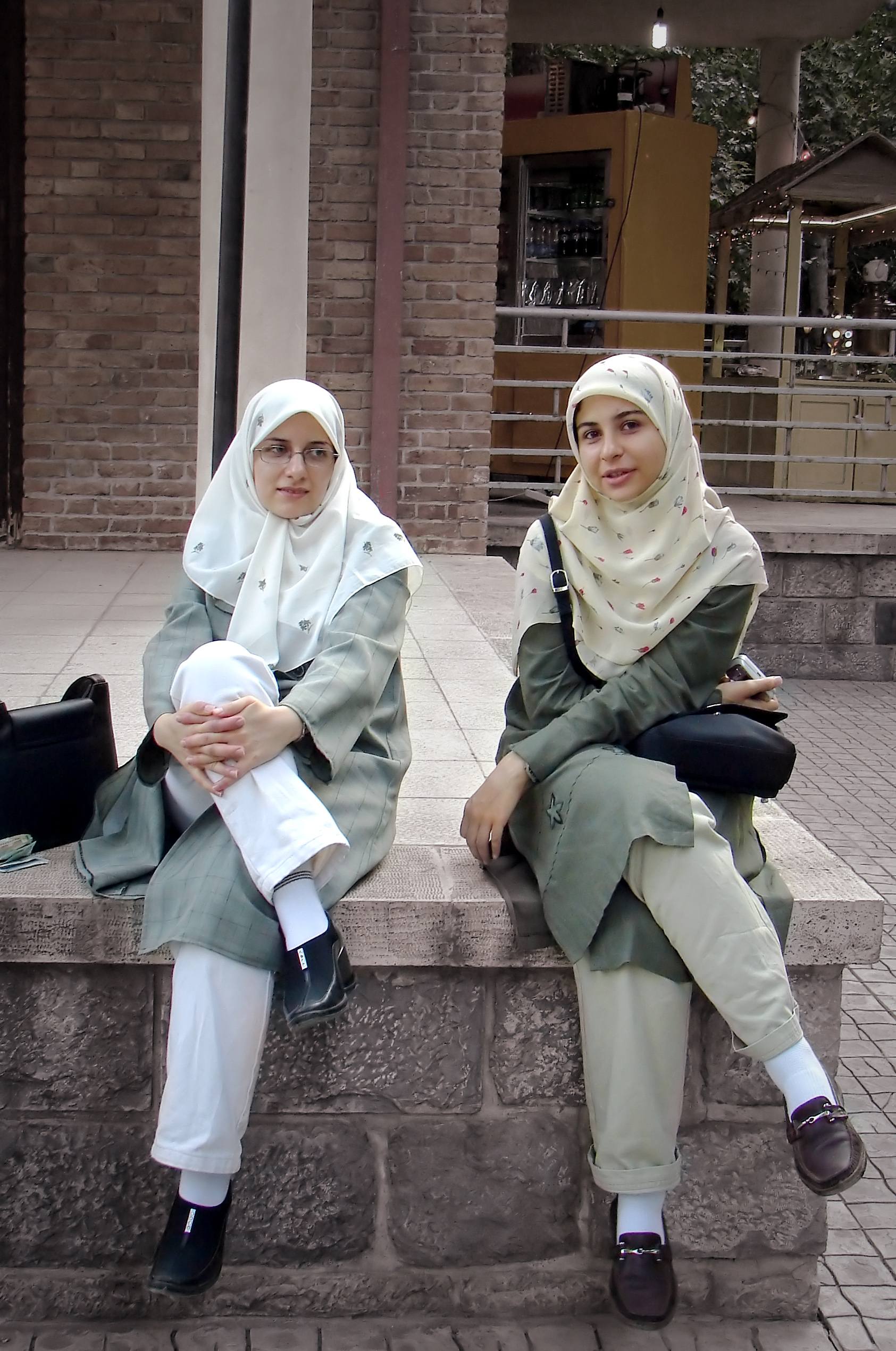
Noies iranianes.

Tot i que finalment només els islamistes libanesos van reeixir, i només relativament, unes altres activitats han tingut un impacte de llarga durada. La fatwa de l'Aiatol·là Khomeini del 1989, perquè s'assassinés l'escriptor britànic musulmà Salman Rushdie, va tenir un impacte internacional. Al mateix govern revolucionari islàmic de l'Iran se li atribueix haver ajudat a establir-se Hesbol·là al Líban i el Consell Suprem per la Revolució Islàmica a l'Iraq.
En l'altre costat de la balança, almenys un observador sosté que malgrat el gran esforç esmerçat, els únics països a fora de l'Iran on la revolució islàmica ha tingut una "influència duradora" són el Líban i Iraq, que, cal dir-ho, són pràcticament els únics on hi ha poblacions xiïtes significatives.
Altres argumenten que la devastadora Guerra Iran-Iraq "ha ferit mortalment... l'ideal d'estendre la revolució islàmica", o que els esforços de la República Islàmica per tenir una força ideològica alhora que una política exterior "nacionalista, pragmàtica" han debilitat "la posició de l'Iran com a potència regional important".
Els revolucionaris islàmics iranians animaven els pobles de la zona a derrocar les seves monarquies i a substituir-les per repúbliques islàmiques, causant l'alarma dels petits governs àrabs sunnites veïns: Iraq, Aràbia Saudita, Kuwait i els altres estats del Golf Pèrsic, la majoria dels quals eren monarquies, i tots ells tenien poblacions xiïtes poc o molt importants. La Guerra Iran-Iraq (en la qual van morir centenars de milers de persones i que va dominar la vida a la República Islàmica durant els vuit anys següents) es va fer contra un d'aquests règims. Encara que l'Iraq va envair l'Iran, la major part de la guerra es va desenvolupar després que l'Iran hagués recobrat gran part del seu territori i després que el règim iraquià hagués ofert una treva. Khomeini va rebutjar la treva, anunciant que l'única condició per a la pau era que "el règim de Bagdad ha de caure i s'ha de canviar per una República Islàmica," però al final la guerra va acabar sense cap revolució islàmica a l'Iraq i amb un balanç de danys considerable a la banda iraniana.

## L'Iran després de la revolució
Internament, la revolució iraniana ha permès estendre l'educació i l'assistència sanitària als pobres, i especialment la promoció governamental de l'islam (revolució cultural iraniana), i l'eliminació del secularisme i de la influència americana en el govern. Menys canvis hi ha hagut en termes de llibertat política, control de la corrupció governamental, eficiència, igualtat econòmica i autosuficiència, o fins i tot en la religiositat popular. Sondeigs d'opinió i observadors ens parlen d'insatisfacció generalitzada, incloent-hi una "esquerda" entre la generació revolucionària i els iranians més joves, que troben "impossible d'entendre què és el que va apassionar tant els seus pares".

### Cultura i desenvolupament humà
L'alfabetització ha continuat augmentant sota la República islàmica, que segueix els principis de l'Islam, El 2002 la taxa d'analfabetisme ja havia caigut a més de la meitat. Les taxes de mortalitat maternal i infantil també s'han rebaixat significativament. El creixement demogràfic al principi s'encoratjava, però després del 1988 es desaconsellava. En definitiva, l'índex de desenvolupament humà de l'Iran ha pujat significativament des del 0,569 el 1980 al 0,732 el 2002, equiparant-se amb la veïna Turquia.
L'occidentalització (en persa, gharbzadegi) o influència cultural occidental, persisteix tossudament, de la mà d'enregistraments musicals, vídeos, antenes parabòliques, menjar ràpid, i productes del porc. Un sondeig d'opinió de després de la revolució (1995) mostrava que un 61% dels estudiants de Teheran prefereixen els "artistes occidentals" com a models, contra només un 17% que opten pels "iranians oficials".

### Política i govern
El poble iranià elegeix els seus representants als nivells nacional, provincial i local. Encara que aquestes institucions estan subordinades a la teocràcia, que té el poder de veto sobre qui pot ser candidat al parlament (o Assemblea Consultiva Islàmica), i sobre si les seves propostes poden convertir-se en lleis, tot i així tenen més poder que els òrgans equivalents en el règim del Xa.
La minoria sunnita de l'Iran (al voltant d'un 8%) pateix un cert malestar, tot i que potser no en tindrien tants motius com les petites minories no musulmanes que hi ha a l'Iran: aquests grups no tenen reconeguts els mateixos drets que la resta dels iranians i, en canvi, la comunitat sunnita té reservats cinc dels 290 escons del Parlament.
Els que no estan protegits en absolut són els seguidors de la Fe bahà'í, que ha estat declarada herètica i subversiva. Més de 200 bahà'ís han estat executats o assassinats, i molts més empresonats, desposseïts de feines, pensions, negocis, i oportunitats educatives. Els llocs sagrats bahà'í han estat confiscats, fets malbé, o destruïts. Més recentment, els bahà'ís iranians han estat privats dels seus drets a treballar i a l'educació. Uns quants milers de joves bahà'ís entre 17 i 24 anys han estat expulsats de les universitats sense cap motiu concret.

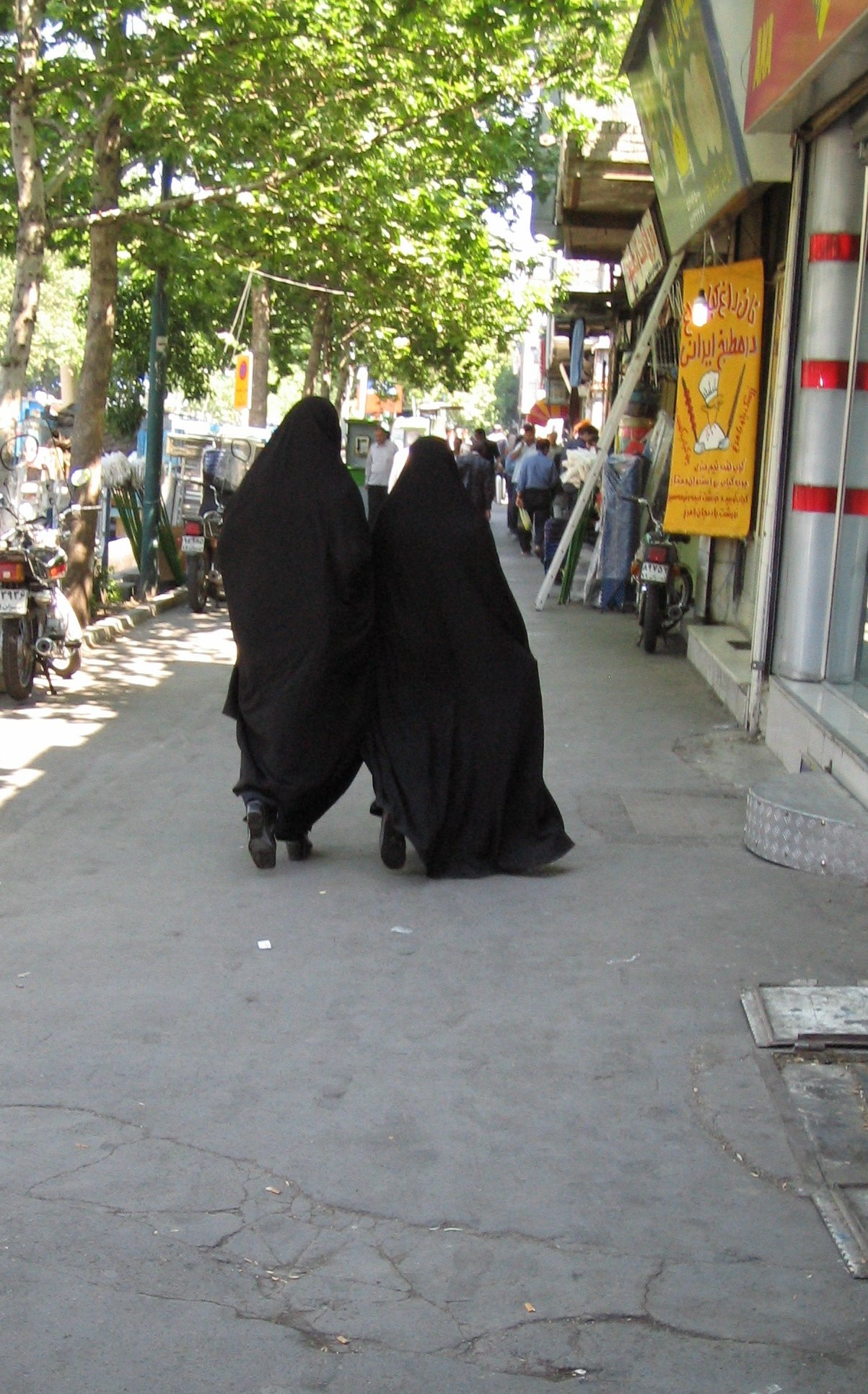
Les dones iranianes són obligades a viure completament ocultes sota la roba.

La repressió política que ha exercit la República Islàmica és innegable, tot i que hi ha qui en mesuri la severitat en graus diversos. Les queixes que abans s'adreçaven contra la tirania i la corrupció del Xa i la seva cort, ara ho fan contra "els mul·làs". La por a la Savak ha estat reemplaçada per la por als guàrdies revolucionaris i als altres vigilants revolucionaris de la religió. Hi ha qui diu que les violacions dels drets humans per part del règim teocràtic són pitjors que sota la monarquia, i en tot cas extremadament greus. Els grups de drets humans han fet informes de tortures, empresonament de dissidents i assassinat de crítics destacats.
La censura és exercida pel Ministeri de Cultura i Guia Islàmica, sense el permís oficial del qual, "no es publica cap llibre ni revista, no es distribueix cap gravació, no s'exhibeix cap pel·lícula, ni es crea cap organització cultural".

### Les dones
Les dones, especialment les més tradicionalistes, van participar en gran nombre en les manifestacions que van portar a la revolució. Des de la revolució islàmica, l'accés de les dones a la universitat i el nombre de dones a la funció pública i a l'ensenyament superior ha anat en augment, per a alarma d'algunes autoritats del règim, i unes quantes dones han estat elegides diputades al Parlament iranià.
No obstant això, la ideologia de la revolució islàmica s'oposa a la igualtat de drets per a les dones. Uns mesos després de la fundació de la República Islàmica fou revocada la Llei de Protecció de la Família del 1967, les dones que treballaven per al govern foren obligades a observar el codi de vestir islàmic, es va impedir a les dones fer-se jutges, es va imposar la segregació per sexes a les platges i als esports, l'edat del matrimoni per a les noies es va rebaixar als 13 anys, i les dones casades foren excloses de l'educació reglada.
Les dones van començar a protestar gairebé immediatament i en els anys següents van aconseguir revertir algunes polítiques adverses. La desigualtat de les dones respecte de l'herència i en altres àrees del codi civil persisteix. La segregació per sexes, "des de les aules a les pistes d'esquí i els autobusos públics", s'imposa estrictament. Les dones agafades per agents revolucionaris en alguna situació de barreja de sexes poden ser sotmeses a proves de virginitat.

### Economia
L'economia de l'Iran no ha prosperat des de la revolució. La dependència de les exportacions del petroli encara és molt forta. Els ingressos per capita fluctuen segons el preu del petroli (que hauria caigut entre 1/4 de punt i un punt del que era abans de la revolució) i encara no han assolit els nivells anteriors a la revolució. La desocupació entre la joventut iraniana ha augmentat constantment, a causa de les sancions econòmiques i de la corrupció interna del règim.